# Journal d'un corps
Journal d'un corps est un roman de Daniel Pennac paru aux éditions Gallimard en 2012 (et réédité l'année suivante illustré par Manu Larcenet aux éditions Futuropolis).

## Résumé
De 13 à 87 ans, âge de sa mort, le narrateur a tenu le journal de son corps. Nous qui nous sentons parfois si seuls dans le nôtre nous découvrons peu à peu que ce jardin secret est un territoire commun. Tout ce que nous taisions est là, noir sur blanc, et ce qui nous faisait si peur devient souvent matière à rire.
Le récit parfois assez cru, sans artifices, de toute une existence, examinée et décrite depuis le corps. La vérité profonde est celle du corps de cet homme né en 1923 et mort en 2010 à l'âge de 87 ans, ce narrateur qui a tenu avec scrupule et minutie le journal de son corps depuis sa douzième année en 1935. 
Journal singulier qui peut être tour à tour drôle et émouvant, celui d'un corps qui se découvre, qui souffre, qui aime, qui passe par tous les « ressentis », étranger aussi dans son autonomie par rapport au narrateur mais familier, intime dans cette dialectique du contenant-contenu.
Sa vérité dérive entre réalité et fantasmes d'un récit qui débute par un cauchemar, angoisse existentielle d'une peur d'enfant ligoté dans une forêt par ses camarades au cours d'un jeu de guerre, alors qu'une colonie de méchantes fourmis veut le dévorer.
Le récit se présente comme ceci : 
1. « 13 ans, 1 mois, 8 jours. Mercredi 18 novembre 1936
Je veux écrire le journal de mon corps parce que tout le monde parle d'autre chose. »
2. « 50 ans et 3 mois. Jeudi 10 janvier 1974
Si je devais rendre ce journal public, je le destinerais d'abord aux femmes. En retour, j'aimerais lire le journal qu'une femme aurait tenu de son corps. Histoire de lever un coin de mystère. En quoi consiste le mystère ? En ceci par exemple qu'un homme ignore tout de ce que ressent une femme quant au volume et au poids de ses seins, et que les femmes ne savent rien de ce que ressentent les hommes quant à l'encombrement de leur sexe. »
3. « 86 ans, 9 mois, 16 jours. Lundi 26 juillet 2010
Nous sommes jusqu'au bout l'enfant de notre corps. Un enfant déconcerté. »

## Relations critiques
- « Le projet de Pennac est de dessiner la vie entière d'un homme, par le biais du corps. Le narrateur consigne dans un journal ses défaites amoureuses, ses conquêtes sexuelles et ses défaillances, de son premier à son ultime souffle. L'expression du corps au fil de la plume. » (L'Express, Guillaume Sbalchiero le 8/02/2012).
- « L’enveloppe et l’esprit : Daniel Pennac se glisse dans la peau d’un homme qui, toute sa vie, aurait consigné les avanies de son corps et signe un roman d’une infinie profondeur. » (La Croix, Jean-Claude Raspiengeas le 8/02/2012).

## Adaptation
En 2013, le roman est réédité dans une version illustrée : il est « mis en dessin » (comme indiqué sur la couverture) par Manu Larcenet, éd. Futuropolis, 384 p.  (ISBN 9782754809504).